# 創傷被覆材
創傷被覆材（そうしょうひふくざい）、ドレッシング材は、創傷や熱傷、褥瘡を覆う素材である。創傷ドレッシング、あるいは単にドレッシング (Dressing) とも。近年の呼称では、以下、近代的ドレッシングを指し、ガーゼを含める場合と含めない場合のどちらかの意味で使われている場合がある。
古典的なガーゼは乾燥を促した。しかし20世紀中ごろより示された湿潤療法の理論は1980年代に入り、近代的ドレッシング材（Modern Dressing）を生み出してきた。創傷部位を乾燥させないハイドロコロイド、アルギン酸塩（アルギネート）といった近代的ドレッシング材が登場した。

## 定義
Dressing は、覆う、被せるという意味であり、創傷被覆法というよりは、その処理法、管理法の方が適切である。Dressing は英語圏の辞書では、単に包帯と混同されていることもある。手当用品とも訳せるが、治療行為も手当と呼ばれるため、適切かどうかには疑問がある。日本熱傷学会の訳語では dressing を「包帯（法）、被覆材」としている。
日本皮膚科学会の創傷ガイドラインにおける用語の定義では、創傷被覆材はガーゼを含み、ドレッシング材は湿潤環境をつくる被覆材でガーゼを除くとしている。しかし、ドレッシング材の用語は、一般にガーゼを含める。

## 種類
理想的な創傷被覆材は以下のような特徴を持つ。
- 湿潤環境の提供・維持
- 表皮の移動性、適度な保温性
- 治癒の促進
- ガス交換（皮膚呼吸）できる素材
- 細菌感染の防御
- 創傷にくっつかず、除去しやすい

ガーゼなど従来の創傷被覆材は、傷口にくっつき剥がす時に痛み、また湿潤環境をつくることができない。これら古典的な被覆材は湿潤環境を維持できないため、滲出液の少ない軽傷の場合、あるいは上から覆うなど二次的な包帯として用いられ、近代的な創傷被覆材に置き換えられている。
ガーゼと外用剤の組み合わせでは傷に固着するため、交換時にこれを剥がす時に、痛みや皮膚の損傷を伴うことも多いが、新しいドレッシング材は疼痛を大きく緩和したものがあり、とりわけ交換時の痛みを軽減するシリコン粘着剤を使ったものも増えてきた。創傷からの滲出液の量などによって素材が選択される。
半透過性のフィルムは、空気や水蒸気を透過する透明なポリウレタンで浅い傷の上皮化に推奨される。当初はポリエチレン様のナイロン誘導体から製造されたが、滲出液の多い場合には周囲の組織に軟化を引き起こした。
ハイドロコロイドは、広く用いられており、水蒸気は透過するが細菌は通さず、創傷や熱傷の軽度から中等度の滲出液に向く。また、痛みがないため小児に推奨される。二次的な包帯としても用いられる。
ハイドロゲル（ハイドロジェル）は、水分を含みやすいため、湿った環境に適しまた容易に除去できるが乾燥した場合にも向く。感染、重度な滲出には向かない。
アルギン酸塩（アルギネート）は、海藻由来のアルギン酸のナトリウム塩やカルシウム塩の形で製造されており、滲出液・血液を吸収し保護膜を形成するが、その特性は創傷部位の脱水ともなる。中等度から重度の滲出液に向き、乾燥した創傷やIII度熱傷への効果は不明である。
ハチミツは無毒で非アレルギー性で、傷にくっつくことはなく、痛みを与えず、心を落ち着かせ、殺菌スペクトルは広域で、抗生物質の耐性菌にも有効であり、かつ耐性菌を生まない。元となる花の種類は効果に差を生じさせないようである。ハチミツは流水後、火傷に直接つけるか、ガーゼに浸潤させたり、また閉塞性のドレッシング材にて覆ってもいい。交換頻度は、滲出液によってハチミツが薄まる速度に応じて行う。

### 食品用ラップ
食品用ラップは、プラスモイスト（あるいはズイコウパッド）が登場するまで、傷や火傷の湿潤療法の普及者である夏井睦や、同じく褥瘡に対する鳥谷部俊一が用いてきたものである。
きわめて安価であるが、火傷に対しては、吸収力がなく、ずれやすく、破れやすく、とびひをつくりやすいため特に暑い時期には1日数回、洗浄・交換が必要となる。滲出液の多い場合は、上からオムツで覆った。
鳥谷部俊一によれば、ラップは閉鎖しないため滲出液を閉じ込めることはなく、傷を閉鎖することはない。
2005年には水切り袋とオムツを用いた「床ずれパッド」を開発、従来のラップ療法と比べてかぶれや臭いなどが改善された。その後、メーカーと「床ずれパッド」の商品化を目指した結果モイスキンパッドが誕生した。

### 補となる素材
セラミド（保湿成分）含有のドレッシング剤は、皮膚バリア機能を損なった人にセラミドの皮膚への移行を増加させ、水分保持を増加せるため褥瘡を予防する可能性がある。
テープなど貼り付け剤はあまり研究されていないが、皮膚の保湿性を損なうことがあり鎮痛薬ではケトプロフェン貼り付け剤のものに見られた（詳細は要旨に書かれていない）。貼り付けから1日後にアクリル系粘着剤を使ったポリエチレン、合成ゴム粘着剤の塩化ビニルでは皮膚水分量が増加し、剥がすと蒸発量が上昇し、アクリル系粘着剤を使った不織布では水分量の増加・蒸発量の増加の変動が少なかった。試験中アクリル系ジェル粘着剤ポリエチレンが剥がれた回数は31回、アクリル系粘着剤不織布は7回、ほかは1-2回であった。

## 抗菌性
多くの種類の抗生物質が使われ、創傷被覆材にも組み込まれたりしたが、21世紀初頭には新たな抗生物質の開発は停滞してきており、耐性菌の問題も抗生物質の過剰な使用や誤った使用によって急増している。そのため、耐性菌に対応するための精油、ハチミツ、銀や金など金属のナノ粒子を使ったものが研究され創傷被覆材に組み込まれるようになった。
銀イオンを放出することにより抗菌効果を謳った製品があるが、これらは例外なく正常細胞への毒性をもち創傷治療を遅らせることが判明している。　
精油は、耐性菌の出現にほとんど影響しないが、反復的な使用や濃度（おそらく濃い場合）によって創傷に対して悪影響となる場合がある。ティーツリー、セント・ジョーンズ・ワート、ラベンダー、オレガノの研究がある。

## 有効性
英国国立医療技術評価機構 (NICE) による2018年2月までの証拠の調査では、ガーゼは、もはや日常的に使用することは推奨されていないが、新しい創傷治療のためのドレッシング材については堅牢な証拠が欠けているため、どれがいいかといった判断までは下せていない。そのため、その傷への適性によって選択する。抗菌作用のあるヨードや銀を含有する抗菌性のドレッシング材については、感染の兆候や症状がある場合の使用に限る。
2014年までのシステマティックレビュー5件では、スルファジアジン銀 (以下SSD) 含有ドレッシングのほうが治癒期間が長かったというものも含まれる。それは以下を含む。
2013年のコクランレビューは、SSDは、生合成ドレッシング材、銀コートまたはシリコンコートのドレッシング材より不利な治療結果となっていることと、ハイドロジェルによる熱傷の治癒期間が早いことを発見した。2010年のコクランレビューは26のランダム化比較試験 (RCT) を発見し、SSD含有ドレッシング材やクリームが、治癒を促進したり、創傷による感染を予防するかについての証拠は不十分とした。2012年のシステマティックレビューは、14のRCTを発見し、火傷の治癒を促進したり、感染を予防するというよりはその逆だと結論し、内訳は、SSDクリームとガーゼ12（半閉塞性Xeroformが1）、SSD含浸ガーゼ2、銀ナノ結晶ドレッシング材（Acticoatが1）。2014年のランダム化比較試験は、軍事による創傷に対して治癒および感染について、銀ナノ結晶ドレッシング材（Acticoat）と無菌ガーゼを比較して差がなかった。別の2014年のシステマティック・レビューは、小児の部分層熱傷に対して7つのRCTを発見し、SSDを用いない治療と比較して、銀を用いない方が治癒期間を短縮し、感染率や皮膚移植率には差がなかった。
2017年のシステマティック・レビューは9つのRCTを発見し、ハチミツ・ドレッシングはスルファジアジン銀ドレッシングより良好とした（銀クリーム6、銀含浸ガーゼ3）。

## 歴史

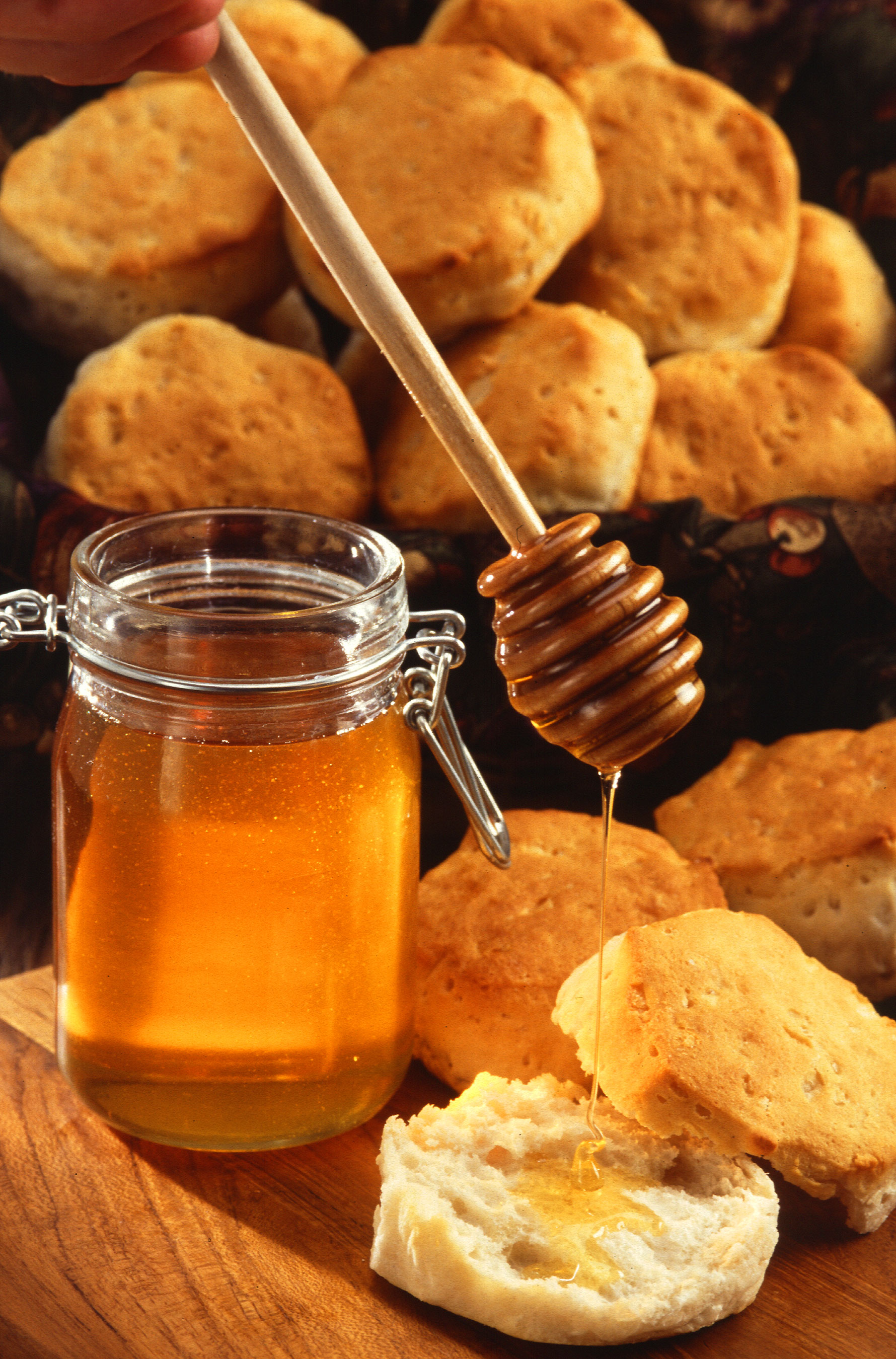
蜂蜜は最古の創傷被覆材のひとつであり、創傷に有効性を示した研究は少なくなく、システマティック・レビューは、熱傷に対して近代的なスルファジアジン銀よりも良好な治癒効果を見いだしている。

ハチミツは傷口を治療するため、古代ギリシャ文明のペダニウス・ディオスコリデスの De Materia Medica にも記載され、シュメール文明、エジプト文明、アーユルヴェーダ、漢方薬、聖書にも薬として記載され、現代医学が再発見している。様々な地域で民俗的に使われており、例えば中国では傷跡が残るのを予防し、変色やそばかすを除去するとされてきたし、特別な創傷被覆材で創傷や熱傷以外にも白癬、脂漏、ふけ、おむつかぶれ、乾癬、痔にも使われてきた。
救急絆創膏は、1920年、ジョンソン・エンド・ジョンソンの社員ディックソンが、自分が家に居ないときの妻のためにテープの真ん中にガーゼをくっつけた「バンドエイド」を考案したのがはじまりである。
アルギネート（アルギン酸塩）は、1881年に海藻から発見され、創傷に当てると凝固してフィルム状になる。その海藻自体はもともと海兵に被覆材として用いられていたもので、この海藻のアルギン酸カルシウムを繊維状に加工したものである。1950年代に創傷や止血に使われたが経済性のため1970年代に製造規模が縮小し、新しい創傷治癒理論が再評価されると、1983年に復活し「ソーブサン」として販売された（日本でも同名で医療用品である）。ハイドロコロイドは他の治療に用いられていたが、1973年に有効性が確認された。
1982年に、ハイドロコロイドのデュオダーム、イギリスでプラスチック・ドレッシングのシンタダーム、1983年にアルギネートが再評価されソーブサンが発売され、1987年にウレタンフォームのハイドロサイト、1993年にハイドロゲルのイントラサイトジェル、これらのプラスチック製の創傷ドレッシングが近代的ドレッシングと呼ばれる。
ジョンソン・エンド・ジョンソンは2004年に、ハイドロコロイド製の「バンドエイド キズパワーパッド」を発売。自由に切って使えるシート状の「プラスモイスト」（瑞光）や「ハイドロウェット」（森下仁丹）といった商品も販売されている。ほかにも「ケアリーブ」（ニチバン）など様々な製品が登場している。

## 伝統医療 - 現代の医学素材
- 卵殻膜 - 卵の薄皮とも呼ばれ、民間療法で用いられる。
- ワセリン - 現代の医療では絆創膏がない場合は傷に対してワセリンを塗ってラップやくっつかないガーゼなどで保護して湿潤療法とするのが勧められる[32]。
  - ガマの油 - 含有成分にワセリンが含まれる。
- ゼオライト - 血液と反応し血液を凝固させるが、副次的に熱を発生し熱傷を負うことがある。粉末や止血帯の形で使用する。
- カオリナイト- 止血効果を持ち軍用の止血剤として利用されている。
- 珪藻土 - 創傷被覆材として利用される。
- マツの花粉 - 中国で止血に用いられた。
- マツの皮 - 中国で傷口を覆うのに使用された[33]。
- 松の脂分- 傷ついた兵士の止血薬として用いられた[34]。
- 共感の粉 - 硫酸鉄(II)からなると言われている。重金属による殺菌効果（オリゴダイナミクス効果（英語版））によって傷が悪化しないようにした。
- 真珠粉（英語版） - 傷や肌に良いとされ中国・ヨーロッパで使用されたが、有害であるという批判もあった。
- クモの網 - 古代ギリシアの時代から傷口に塗り込む形で使用され、未洗浄の糸でも傷口を閉じれ拒絶反応もなく、あとから取り除く必要もない[35][36]。